# Henry Moore
Pour les articles homonymes, voir Moore.
Henry Spencer Moore, né le 30 juillet 1898 à Castleford (comté de Yorkshire) et mort le 31 août 1986 à Much Hadham (comté de Hertfordshire), est un sculpteur britannique.
Il devient célèbre grâce à ses grandes sculptures abstraites en bronze et en marbre taillé. Solidement soutenu par la communauté artistique britannique, Moore contribue à introduire une forme particulière de modernisme au Royaume-Uni, en s'inspirant des styles dits primitifs de civilisations anciennes tels que le style minoen, assyrien, babylonien, romano-gothique, observés au British Museum, et plus tard, de l'art maya.
Son talent est reconnu dès 1950, année où il est élu membre de l'Académie royale suédoise des Beaux-Arts. Il est ensuite nommé docteur honoris causa dans un grand nombre d'universités à travers le monde. Ses œuvres ont atteint une cote très élevée sur le marché mondial dès que Sotheby's et Christie's ont pu reprendre leur activité normale après la guerre à Londres et à New York. Cependant, Moore vivait modestement et la plus grande partie de sa fortune a été versée à la Fondation Henry Moore, qui continue à soutenir l'éducation et la promotion artistiques.
La plupart de ses sculptures représentent une silhouette couchée, souvent féminine, parfois percée d'un rond dans le corps surtout à partir des années 1960. Moore a été inspiré par l'art toltèque — notamment par une sculpture maya connue sous le nom de « Chac Mool », dont il a vu une reproduction en plâtre à Paris en 1925. De plus en plus monumentales, de plus en plus abstraites, parfois désarticulées, les sculptures de l'artiste ont fait l'objet de commandes officielles notamment la Montagne unique du City Center de Dallas, bronze de plus de 12 m, également connue sous le nom de Dallas Piece,.
Moore a également réalisé un grand nombre de dessins, certains réunis en carnets, dont le plus célèbre est le Carnet de l'abri, conservé au British Museum, dont les dessins ont été faits dans les abris pendant les bombardements de Londres.

## Biographie

### De l'enfant au soldat

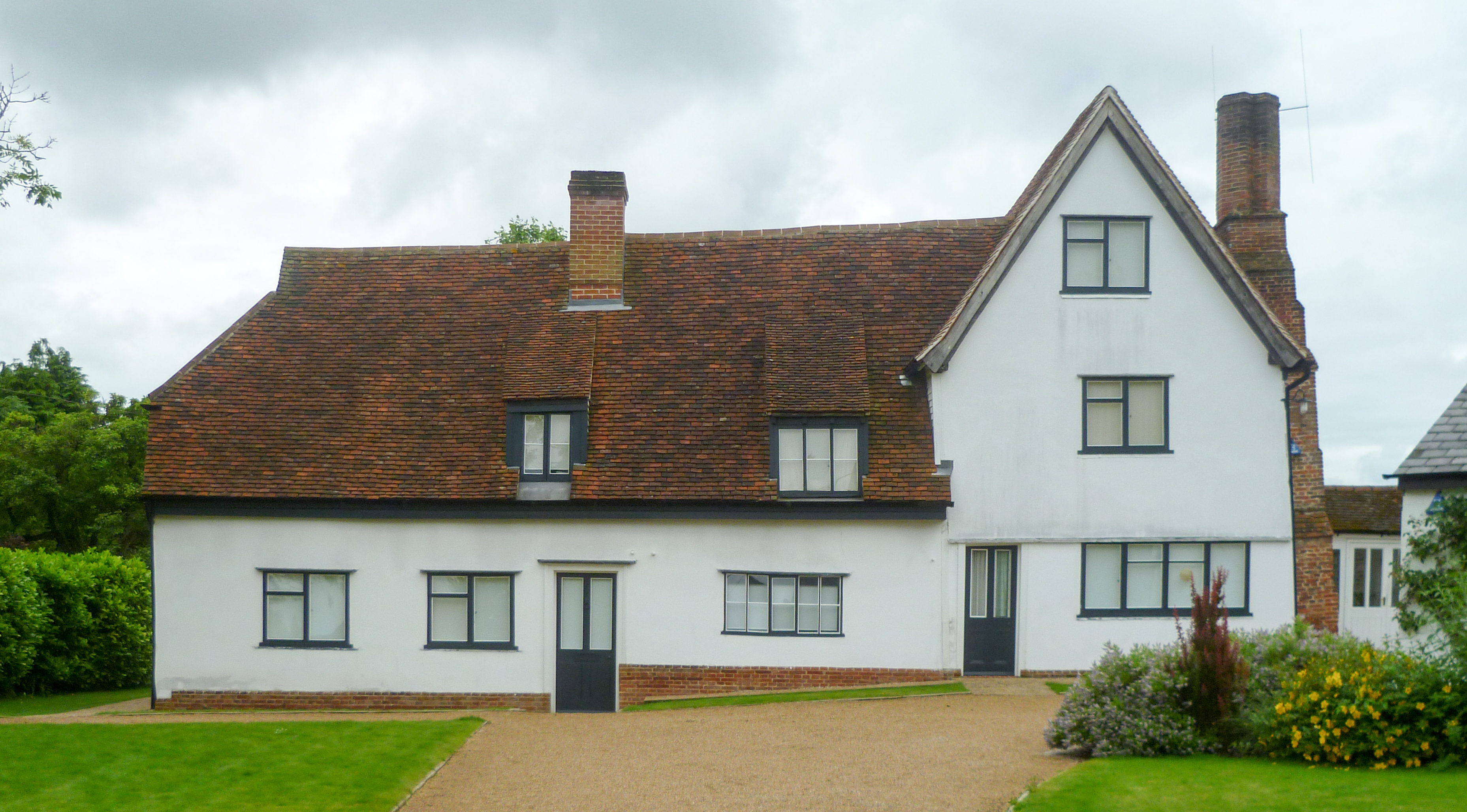
Maison d'Henry Moore à Perry Green.

Moore naît à Castleford (dans le Yorkshire de l'Ouest), septième des huit enfants de Raymond Spencer Moore et Mary Baker. Son père est ingénieur des mines, et sous-directeur de la mine de charbon Wheldale à Castleford. De 1902 à 1910, après des études à l'école primaire de Castleford, il obtient une bourse pour la Grammar school locale. Il est bachelier dès 1915 et il commence à étudier pour devenir enseignant, métier qu'il exerce dès 1916 dans le collège de Castleford où il a fait toutes ses études
Pendant ses études primaires, Moore est encouragé par son professeur d'art, une jeune femme fraîchement nommée au collège de Castleford : Alice Goldstick qui a exercé une profonde influence sur ses élèves en leur faisant connaître notamment les formules stylistiques mélangeant le minoen, l'assyro-babylonien, et le romano-gothique. Alice était d'une famille franco-anglaise. Elle donne des cours le vendredi après-midi en montrant à ses élèves des revues d'art telles que Studio magazine. Moore alors avait à peine dix ans. C'est Alice Goldstick qui lui donne ses premiers outils à sculpter le bois. L'enfant n'avait alors utilisé qu'un petit couteau de poche. C'est encore Alice qui lui permet d'obtenir une bourse d'études d'art récemment créée, celle d'ancien combattant boursier lors de son retour en Angleterre, après la Grande guerre, lorsque le jeune homme est revenu à la vie civile, en 1919. C'est avec cette bourse qu'il peut entrer à l'école des beaux-arts de Leeds.
En 1917, Moore est appelé sous les drapeaux. Mobilisé au 15e régiment de Londres du Civil Service Rifles, service des fonctionnaires de l'armée au début de la Première Guerre mondiale. Il est envoyé sur le front français où il participe à la bataille d'Arras (1917), puis à la bataille de Cambrai (1917) au cours de laquelle il est gazé. Il est rapatrié en Angleterre. Rapidement rétabli, il devient entraîneur d'éducation physique et instructeur d'école de baïonnette avec le grade de soldat de première classe, et il est de nouveau envoyé au combat en France . Alice Coreia remarque que son attitude vis-à-vis de la guerre et les déclarations contradictoires qu'il a faites ensuite, ne sont pas dénuées d'ambiguïté. Il déclare d'abord « Pour moi, la guerre s'est déroulée dans la brume romantique de l'espoir d'être un héros (…) je n'étais pas horrifié par la guerre, je voulais gagner une médaille » traduction partielle de la citation intégrale. Puis plus tard il écrit dans une lettre à Lucie Defty « Le grand bain de sang et la douleur, l'insupportable angoisse et la perversion, les larmes et la malfaisance humaine de la guerre. Mon expérience en France m'a fait penser à Dieu, à la mort, au devoir (…). La grande erreur de la religion, selon ce que j'en sais, est de faire croire que Dieu est de notre côté. Qu'il est fort et puissant et bon. Mais s'Il était tout puissant, il n'y aurait jamais eu ce que j'ai expérimenté: la grand bain de sang, la grande douleur, l'insupportable agonie, la perversion, les larmes et l'inhumaine et diabolique guerre, n'auraient jamais existé traduction partielle de la citation intégrale.

### Formation de l'artiste

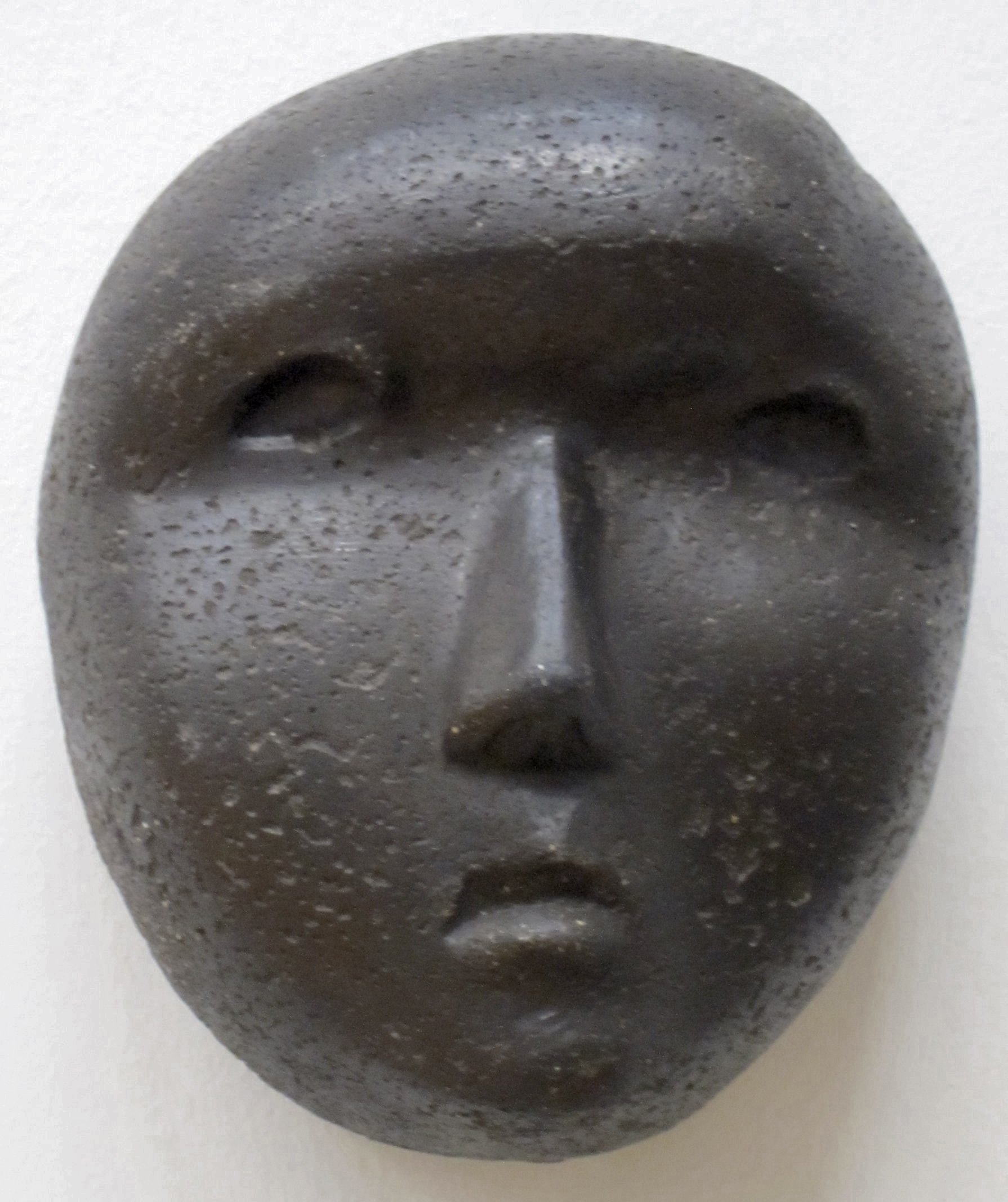
1929, Masque en béton coulé.Henry Moore Tate Britain

En 1919, après avoir repris son travail d'enseignant, Moore ayant reçu une bourse d'ancien combattant s'inscrit à l'école de beaux-arts de Leeds. Il reconnait qu'à cette époque il doit beaucoup à un camarade de cours : Albert Wainwright qui s'est intéressé à sa peinture, ainsi qu'à un professeur exigeant : Mr Pearson qui savait préparer ses élèves, Moore achève en trois ans son cycle à l'école de Leeds.L'école lui fournit avant tout une formation technique, artisanale, mais elle lui permet aussi de rencontrer Michael Sadler, à la fois recteur de l'université de Leeds et un des tout premiers collectionneurs d'art moderne, qui possède notamment des tableaux de Cézanne, Gauguin, et qui a traduit les textes de Kandinsky. Grâce à lui, Moore découvre les voies suivies par les artistes du post-impressionnisme, et au même moment, il trouve à la bibliothèque publique de Leeds l'ouvrage de Roger Fry Vision and design qui donne une explication pratique, historique, et théorique de la sculpture, et qui confirme les propres intuitions du jeune sculpteur. En particulier l'essai de Fry Essay on aesthetics le conforte dans son idée que la réalité n'a rien à voir avec l'imitation de celle-ci, et qu'elle est puissamment exprimée dans des œuvres de l'art nègre, de l'art primitif, aussi bien que dans celle de Giotto, Masaccio, Cézanne ou Pablo Picasso.
En 1921, Moore obtient une bourse pour étudier la sculpture au Royal College of Art (RCA) à Londres. 
Ravi de n'avoir pas étudié dans une école des beaux-arts avant sa vingt et unième année, il porte un jugement très sévère sur les perspectives fermées de l'académisme : « quelque enthousiasme, quelque faicheur qu'ils aient pu avoir s'éteignaient bien vite ou finissaient par disparaître dans la pratique routinière des copies d'après l'antique, de dessins soigneusement ombrés à l'estompe, sans qu'ils aient la moindre connaissance de la forme, » également cité par Alice Correia
Dès lors, Moore se plonge dans l'étude des dessins et des sculptures de Michel-Ange, le maître italien qu'il allait admirer au British Museum. Parmi les histoires que raconte son professeur, Moore cite un récit sur Michel Ange, qui ayant sculpté un vieux lion, s'entend dire par un passant qu'un vieux lion ne peut pas avoir toutes ses dents. Aussitôt Michel-Ange prit son ciseau et les cassa. Les points de vue du jeune sculpteur rejoignent ceux de Michel-Ange. Et de même qu'en début de carrière Michel-Ange avait choisi la représentation du corps humain, Moore sculpte La Maternité, à l'âge de 26 ans. La sculpture Mère et enfant de la cathédrale Saint Paul de Londres a été réalisée à partir d'une maquette exécutée plus de soixante ans plus tard.
En 1923, Moore effectue un premier voyage à Paris où il est présenté à Aristide Maillol par William Rothenstein et où il étudie la collection Pellerin, dont les Cézanne font grande impression sur lui. La découverte de cette collection est un véritable choc pour le jeune artiste : il découvre les éléments fondamentaux de structures et de figure exprimant la réalité sans détails naturalistes superflus. Nommé en 1924 professeur à l'école de sculpture du royal collège pour sept ans, il reçoit une bourse de voyage de six mois pour l'Italie où il s'attache, particulièrement à Florence, à deux artistes : Giotto et Masaccio. La peinture de Giotto lui paraît la plus belle qu'il ait jamais vu écrit-il à William Rothenstein. Mais il fait aussi des croquis des sculptures de maîtres romains. Notamment le groupe romain tardif Les Trois Grâces de la bibliothèque Piccolomini de la cathédrale de Sienne. L'autre source d'inspiration du jeune sculpteur est la collection d'œuvres pré-colombiennes du British Museum, mais aussi des sculptures sumériennes, cycladiques, mésopotamiennes, africaines , ceux que l'on appelle les primitifs et dont Moore déclare que « la qualité de cette sculpture primitive est sa surprenante vitalité. Elle est l'œuvre d'hommes qui ont une réponse à la vie directe et immédiate : la sculpture et la peinture était pour eux, un moyen d'exprimer des croyances, des espoirs et des craintes d'un grande force. » Entre 1921 et 1926, Henry Moore a rempli six carnets de dessins d'après les sculptures primitives. Mais il ne trouve nulle application de ces principes dans la sculpture anglaise à l'exception de Jacob Epstein et Gaudier.
À partir de 1925, nommé par Sir William Rothenstein professeur assistant de sculpture au Royal college of art pour une période de sept ans, Moore reçoit un salaire qui lui permet d'avoir une certaine indépendance matérielle et de se consacrer à son propre travail. Partant des principes de Cézanne, il applique la leçon de Brancusi « La simplicité n'est pas le but suprême de l'art, mais nous atteignons malgré nous en nous rapprochant du réel des choses » Cependant, toujours en proie au doute, le jeune artiste détruit un grand nombre de ses œuvres qui ne le satisfont pas , pendant six mois entre 1925 et 1926.

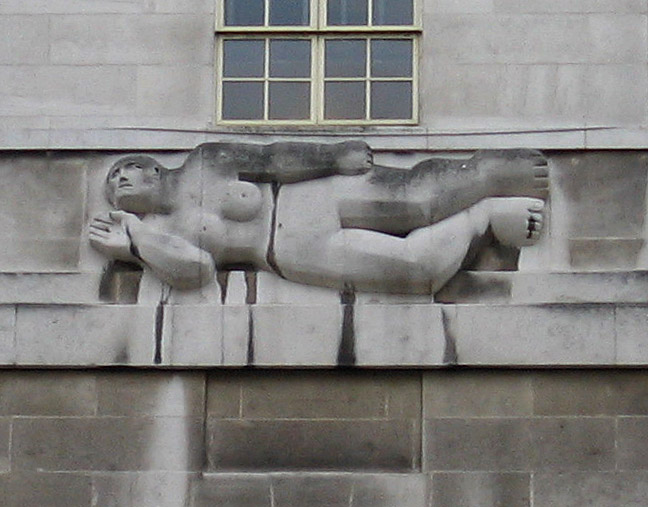
Vent d'Ouest (1928-29) première commande publique de l'artiste.

Le jeune artiste prend part à une exposition collective en 1926 à la Saint George's Gallery de Londres en compagnie notamment de David Hockney Howard Hodgkin,Patrick Caulfield.
En 1928, il accepte à contrecœur une commande de l'architecte Charles Holden pour un relief destiné au siège récemment inauguré de la Compagnie des transports de Londres. Il s'agit d'une figure étendue de Moore commente lui-même quelques années plus tard :

« j'ai accepté de sculpter ce relief pour l'Underground Building (siège du métro de Londres) sans le moindre désir de me livrer à ce genre de sculpture […] J'étais jeune, quand on est jeune, on se laisse facilement convaincre qu'un travail qui ne vous convient pas est un problème que l'on refuse d'affronter. C'est ainsi que j'ai sculpté cette personnification du Vent d'ouest, en taillant aussi profond que les conditions me le permettaient afin de suggérer une ronde-bosse. »

De fait, une sculpture en relief était considérée par l'artiste comme humiliante, au point que Vent d'ouest  est devenu Vent du Nord, tandis que Moore réalisait un carnet de dessins intitulé Carnet du Vent d'ouest.
Cette même année 1928, Moore a sa première exposition personnelle à la Warren Gallery de Londres. Il présente quarante-deux sculptures et cinquante et un dessins, œuvres réalisées entre 1922 et 1928. La presse lui réserve un accueil mitigé. Bien que Moore ait largement attiré l'attention, les commentaires ne sont pas tous favorables. Les sculptures sont encore largement influencées des arts primitifs, des maternités « carrées » qui rappellent les arts amérindiens, des têtes proches des arts africains, des dessins de nus debout assez classiques, mais aussi un dessin de baigneuses Studies of Female Bathers (1925) qui montre une avancée vers la stylisation du trait et un Torso (1927) en bois africain qui montre une application de « la leçon de Brancusi ». Une partie des œuvres exposées est en ligne, très représentatives des travaux de cette période et des matériaux utilisés successivement par l'artiste : pierre, bois, béton, et une Reclining figure en béton coulé.

### Le mariage et les années 1930
En juillet 1929, il épouse Irina Radetsky, une étudiante en peinture au RCA. Irina est née à Kiev le 26 mars 1907 de parents ukrainiens et polonais. Après leur mariage, elle commence à poser pour Moore. À cette époque, l'artiste utilise de nouveaux matériaux : des marbres de toutes couleurs, mais il continue à utiliser des pierres anglaises, en particulier celles de Hornton qu'il a découvertes en visitant le Geological Museum of South Kensington qui était à côté de son école.

Peu de temps après leur mariage, le couple emménage dans un studio à Hampstead, rejoignant ainsi une petite colonie d'artistes avant-gardistes. Peu après, Barbara Hepworth et son partenaire Ben Nicholson emménagent dans un autre studio proche de celui de Moore, alors que Naum Gabo et le critique d'art Herbert Read vivent aussi dans ce quartier. Cela crée rapidement un terrain fertile d'idées et de créativité, que les publications de Read peuvent mettre en valeur et ainsi mieux faire connaître les travaux de Moore[réf. nécessaire].
Au début des années 1930, Moore devient Directeur du Département de Sculpture à l'école d'Art de Chelsea. Artistiquement, Moore, Hepworth et les autres membres de la Seven and Five Society développent progressivement des œuvres de plus en plus abstraites, en partie influencées par leurs voyages fréquents à Paris et les contacts de certains grands artistes français, tels que Picasso, Braque, Arp et Giacometti. Moore flirte avec le Surréalisme, rejoignant le groupe Unit One de Paul Nash en 1933. Moore et Paul Nash sont membres du comité organisateur de l'Exposition surréaliste internationale de Londres de 1936 (titre original: the London International Surrealist Exhibition). À cette époque, Moore change progressivement de technique de sculpture, passant de la taille directe à la fonte du bronze, modelant ses maquettes préliminaires dans la glaise ou le plâtre[réf. nécessaire].
Cette période inventive et productive est interrompue par la Seconde Guerre mondiale. L'École d'Art de Chelsea est transférée à Northampton, et Moore refuse son poste d'enseignant. Pendant la guerre, Moore a exécuté de nombreux dessins dans les abris de Londres pendant les bombardements.
Leur maison de Hampstead ayant été touchée par un éclat d'obus, Moore et sa femme Irina quittent Londres pour s'installer dans le domaine de Hoglands, à Perry Green près de Much Hadham, Hertfordshire. Ce lieu devient la résidence définitive et l'atelier d'Henry Moore. Le sculpteur, qui deviendra par la suite très riche, n'éprouvera pourtant jamais le besoin de déménager dans une maison plus grande et, à part l'acquisition de quelques dépendances et ateliers, la maison changera assez peu.

### Une reconnaissance internationale

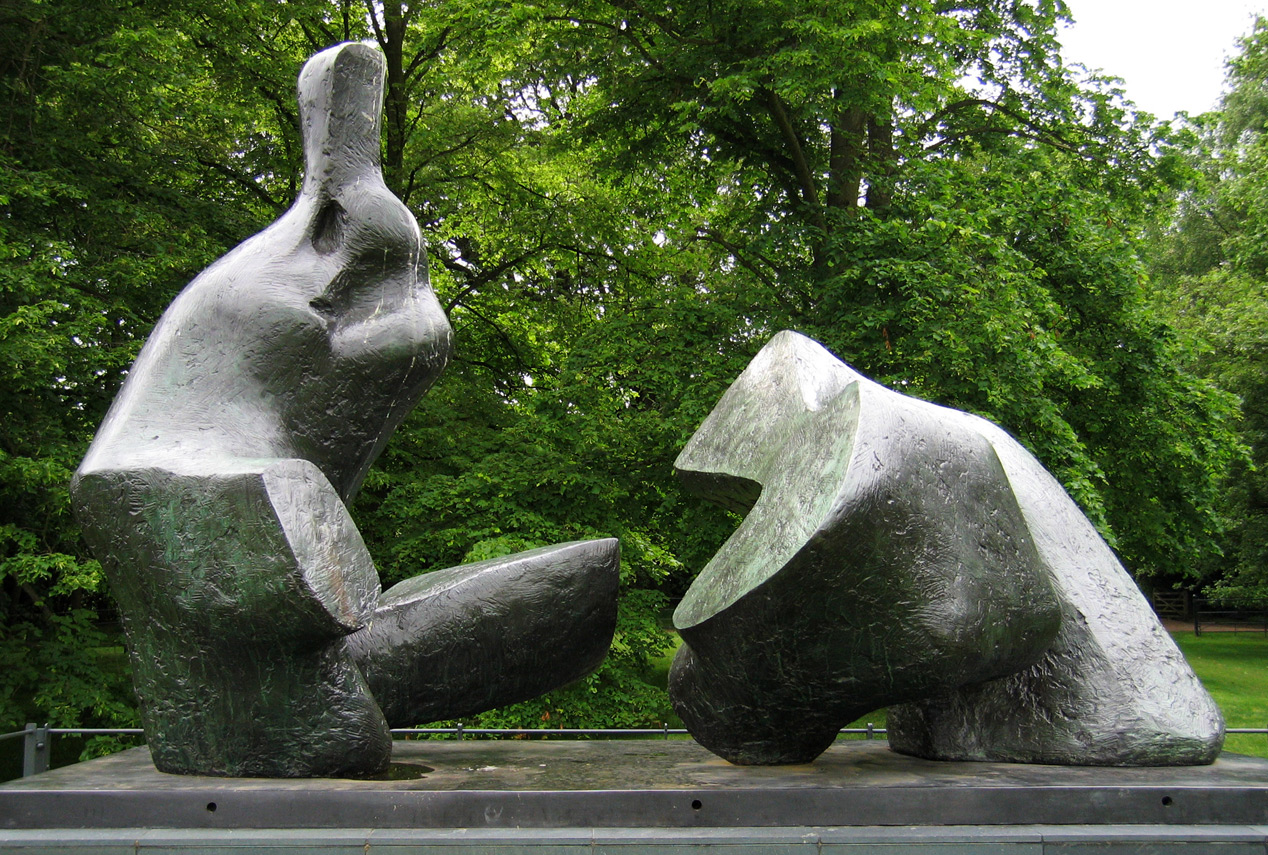
Figure étendue à deux pièces no 5, Bronze (1963-64, titre original : Two Piece Reclining Figure No. 5), Kenwood House, Londres.

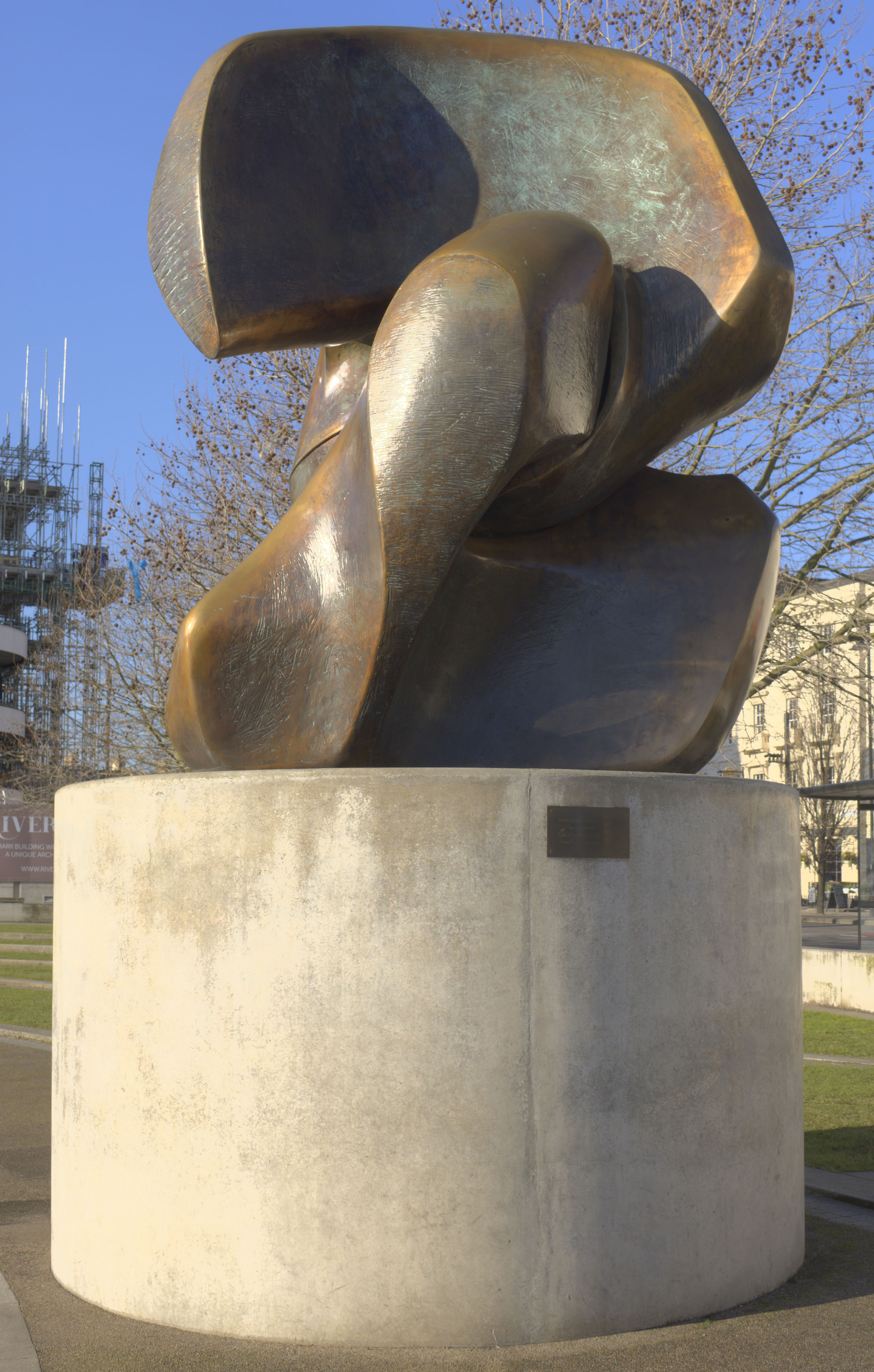
Pièce fermant à clé (titre original : Locking Piece) par Henry Moore, située à Millbank sur les rives de la Tamise à Londres. Sculptée en 1963 et présentée par l'artiste en 1978 à la Galerie Tate, cette pièce a été prêtée à la ville de Westminster.

Après la guerre et après quelques tentatives infructueuses, Irina donne naissance à leur fille, Mary le 7 mars 1946. Cet enfant reçoit le nom de la mère de Moore, morte deux ans plus tôt. Ces deux évènements associés, la perte de sa mère et la naissance de sa fille, laissent Moore méditer sur le thème de la famille, ce qu'il exprime dans son œuvre en produisant plusieurs compositions Mère-et-Enfant (titre original: Mother-and-Child). Les sculptures Figures étendues restent elles aussi très populaires (titre original: Reclining Figures). La même année, Moore fait sa première visite aux États-Unis, pour une exposition rétrospective sur son œuvre au Musée d'Art Moderne de New York. En 1948, il remporte le Prix International de Sculpture à la XXIVe Biennale de Venise.

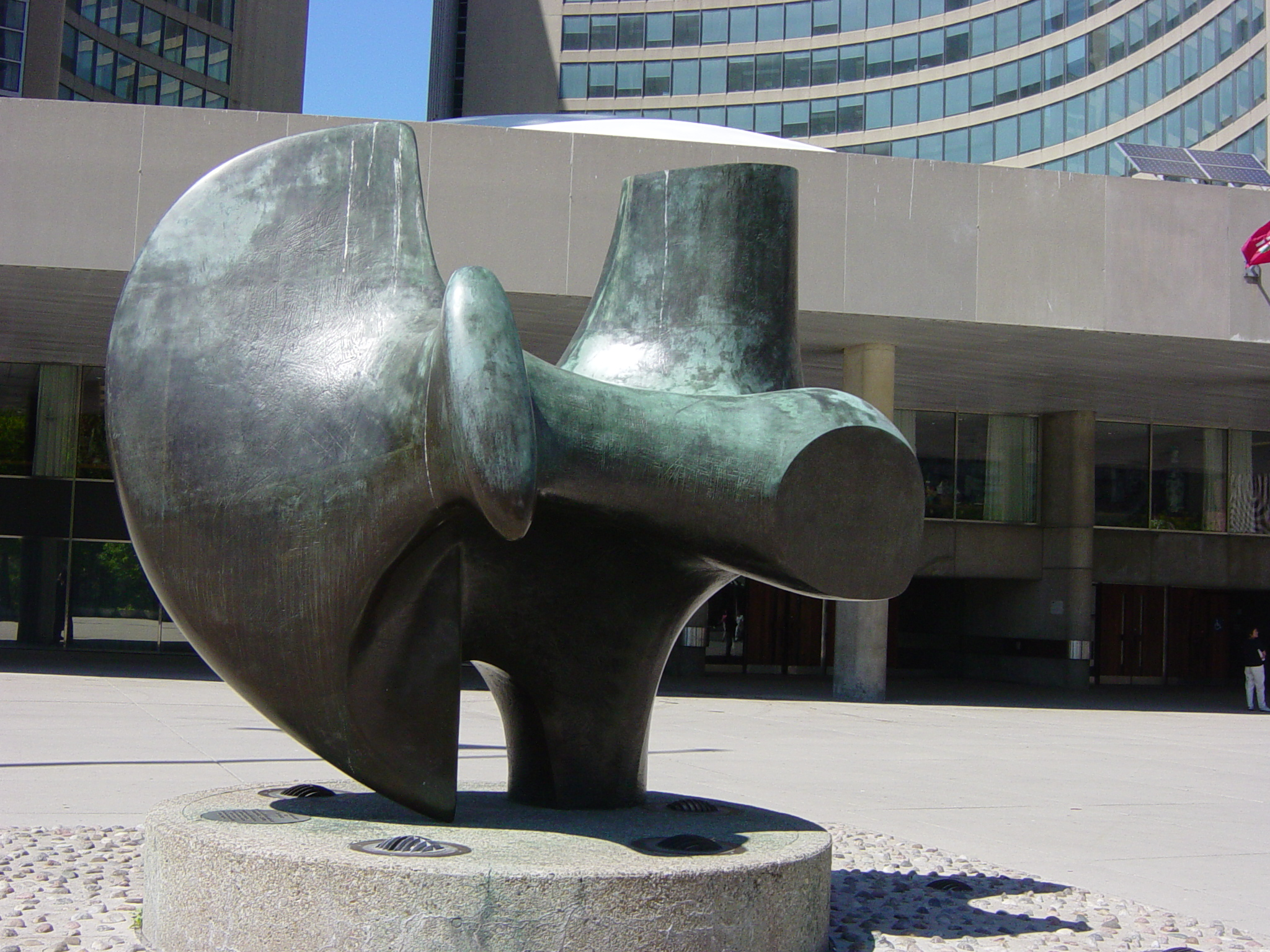
L'Archer, Toronto.

Vers la fin de la guerre, Henry Morris s'adresse à Moore, car il veut proposer une réforme de l'éducation avec le concept d'université village (en). Morris a déjà engagé Walter Gropius en tant qu'architecte pour sa seconde "université village" à Impington Village College (en) près de Cambridge et il demande à Moore de dessiner une grande sculpture publique pour ce site [réf. nécessaire]. Malheureusement le Conseil du Comté ne peut se permettre de financer la totalité du projet de Gropius et réduit la taille du projet lorsque Gropius émigre aux États-Unis[réf. nécessaire]. Manquant de fonds, Morris doit annuler la commande de sculpture de Moore qui ne dépasse pas le stade de la maquette. Heureusement, Moore peut réutiliser la conception de cette maquette en 1950 pour une commande similaire à l'extérieur d'un lycée pour la nouvelle ville de Stevenage. Cette fois, le projet aboutit et Family Group (Groupe Familial) devient la première sculpture publique en bronze et de grande échelle de Moore [réf. nécessaire].
Dans les années 1950, Moore commence à recevoir des commandes de plus en plus importantes, dont celle du bâtiment de l'UNESCO à Paris en 1957[réf. nécessaire]. Avec de plus en plus d'œuvres publiques à produire, les sculptures de Moore deviennent de plus en plus monumentales et il se met à employer quelques assistants pour l'aider à Much Hadham, dont Anthony Caro par exemple [réf. nécessaire].
En 1965, Henry achète une maison en Italie, à Forte dei Marmi, près de Carrare. Dans les années qui vont suivre, les récompenses, honneurs et commandes monumentales vont se succéder. En 1968, une première grande rétrospective Moore a lieu à la Tate Gallery à l'occasion de ses soixante dix ans. En 1972, une autre grande rétrospective se tient à Florence. Le Henry Moore sculpture center est inauguré à l'Art Gallery of Ontario, Toronto. 1977 voit la création de la Henry Moore Foundation, l'année suivante, l'artiste donne un grand nombre de ses œuvres à la Tate Gallery.
Décoré un peu partout dans le monde, citoyen d'honneur de la ville de Forte dei Marmi, décoré de l'Ordre de l'Aigle aztèque par l'ambassadeur du Mexique en 1983, élevé à la dignité de commandeur de l'Ordre national de la Légion d'honneur en 1984 par François Mitterrand, et de l'Ordre de Saint Cyrille et Saint Méthode en Bulgarie en novembre 1985. Il meurt l'année suivante dans son village de Much Hadham. Son corps est enterré à la Cathédrale Saint-Paul de Londres. Son épouse est morte en 1989.

## Œuvre

### Sculpture

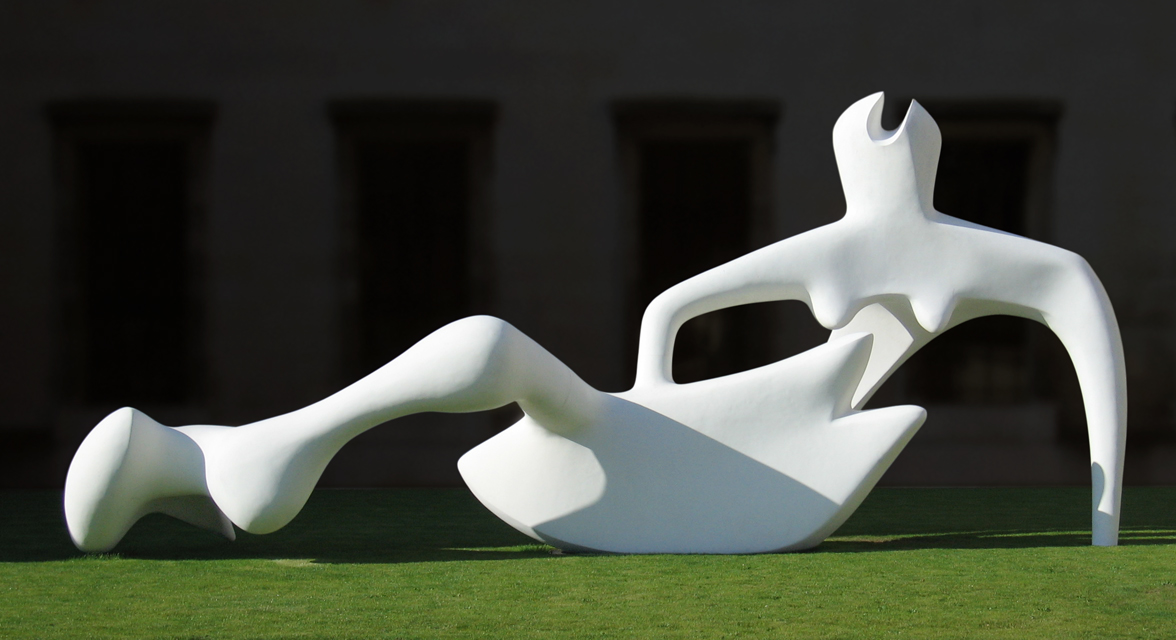
Figure étendue (1951, titre original : Reclining Figure) est caractéristique des sculptures de Moore, avec une silhouette féminine abstraite entrecoupée d'espace vides. Il existe plusieurs versions en bronze de cette sculpture, mais celle-ci est faite de plâtre peint.

Henry Moore est très connu pour ses bronzes abstraits monumentaux, visibles à de nombreux endroits à travers le monde. Les sujets sont habituellement des abstractions de silhouettes humaines, telles que Mère-et-Enfant (titre original : Mother-and-Child) ou Figures étendues (titre original : Reclining Figures).
À part quelques représentations de « groupes familiaux » dans les années 1950, le sujet est presque toujours une silhouette féminine. De plus, les sculptures de Moore sont souvent percées ou contiennent des cavités, des excavations. Beaucoup interprètent la forme ondulée de ces silhouettes étendues comme des références au paysage et aux vallées du Yorkshire, lieu de naissance de l'artiste.
Quand la nièce de Moore lui demande pourquoi ses sculptures ont de si simples titres, il répond :

« Tout art doit avoir un certain mystère et doit interroger le spectateur. Donner à une sculpture ou à un dessin un titre trop explicite enlève une part de ce mystère, et ainsi le spectateur se déplace vers l'objet suivant, sans faire l'effort de mesurer le sens de ce qu'il vient de voir. Tout le monde pense avoir compris, mais en fait pas vraiment, tu sais. »

Citation originale :
« All art should have a certain mystery and should make demands on the spectator. Giving a sculpture or a drawing too explicit a title takes away part of that mystery so that the spectator moves on to the next object, making no effort to ponder the meaning of what he has just seen. Everyone thinks that he or she looks but they don't really, you know. »
Les premières sculptures de Moore sont centrées sur la taille directe dans laquelle la forme de la sculpture évolue à mesure que l'artiste taille dans le bloc. Dans les années 1930, la transition de Moore dans le Modernisme est parallèle à celle de Barbara Hepworth. Ces deux sculpteurs, ainsi que d'autres artistes vivant à Hampstead, découvrent ainsi de nombreuses idées nouvelles. Moore fait de nombreuses esquisses et dessins préparatoires pour chacune de ses sculptures. La plupart de ces carnets de croquis ont survécu et donnent un bon aperçu de son développement et de sa méthodologie. Vers la fin des années 1940 Moore produit de plus en plus de sculptures par modelage, en travaillant les formes dans la glaise ou dans le plâtre avant de produire le travail final en bronze par la technique de la cire perdue.
Après la Seconde Guerre mondiale, les bronzes de Moore deviennent sculptures monumentales, particulièrement pour les commandes d'« art public » comme la Silhouette au repos, piazza du siège de l'UNESCO, Paris, qu'il reçoit. Pour des raisons techniques, il abandonne largement la taille directe, et emploie plusieurs assistants pour l'aider à produire ses maquettes.
Dans sa résidence à Much Hadham, Moore établit une collection d'objets naturels, de squelettes, bois flottés, galets et coquillages, pour se créer une source d'inspiration pour les formes organiques. Pour ses plus grandes œuvres, il produit souvent un modèle réduit de moitié avant de travailler sur le moulage final et la fonte du bronze. Quelquefois un modèle en plâtre de taille réelle est construit, permettant à Moore d'affiner la forme finale et d'ajouter quelques marques avant la fonte.
Depuis 1977, sa sculpture The Egg est attribuée et conservée pendant une année par le musée lauréat du Prix du musée européen de l'année.

### Dessins
Moore a apporté un soin tout particulier à la conservation des dessins qu'il a réalisés au Royal College of Art de Londres. Mais on connaît très peu ceux qu'il a fait à l'école de Leeds. C'est principalement Alice Goldsticks qui a conservé ceux qu'il lui envoyait du camp militaire proche de Winchester.
Moore a reconnu sa dette envers un camarade de cours nommé Albert Wainwright, qui lui avait fait connaître l'œuvre d'Aubrey Beardsley dont Moore s'est inspiré. Mais aussi l'importance de l'enseignement de Monsieur Pearson qui aimait à citer un mot d'Ingres : « le dessin est la probité dans l'art ». Mais c'est au Royal College de Londres que Moore a été le plus influencé par les dessins de Michel Ange qu'il a pu observer au British Museum. Quatre siècles séparent les deux artistes et pourtant, selon Ann Garrould, leurs points de vue sont très proches.
De 1921 à 1926, Moore a rempli six carnets de croquis d'après des sculptures primitives, choisissant pour thème le corps humain. Toutefois les premiers dessins de l'artiste relèvent de deux catégories : ceux dont le propos est d'étudier un objet en trois dimensions, et ceux qui, de 1921 à 1925 ne représentent ni des croquis de sculpture, ni des figures humaines, mais des thèmes qu'il traitera à nouveau dans les années 1970-1980 : chèvres, paysages, arbres, principalement exécutés lors de son séjour en Italie en 1925.
(suite à venir)

### Legs
Les trente dernières années de sa vie sont similaires, avec plusieurs grandes rétrospectives dans le monde entier, notamment une importante exposition pendant l'été 1972 au Forte di Belvedere surplombant Florence. Vers la fin des années 1970, on peut compter environ 40 expositions par an présentant son œuvre.
Le nombre de commandes continue d'augmenter. Il termine Tranchant de couteau à deux pièces en 1962 (titre original : Knife Edge - Two Piece) pour un site proche des Chambres du Parlement à Londres. Moore commente son travail :

« Quand on m'offrit le site proche de la Chambre des lords… J'aimais tellement l'endroit je n'ai pas pris la peine d'aller voir un site alternatif dans Hyde Park — une sculpture unique serait perdue dans un si grand parc. La Chambre des lords est très différente. C'est très proche d'un chemin où les gens marchent, et il existe quelques sièges où ils peuvent s'arrêter et contempler. »

Citation originale :
« When I was offered the site near the House of Lords… I liked the place so much that I didn't bother to go and see an alternative site in Hyde Park — one lonely sculpture can be lost in a large park. The House of Lords site is quite different. It is next to a path where people walk and it has a few seats where they can sit and contemplate it. »
Comme sa richesse personnelle augmente considérablement, Moore s'intéresse à ses legs. Avec l'aide de sa fille Mary, il crée le trust Henry Moore en 1972, en vue de protéger sa propriété des droits de succession. Vers 1977 il paie aux impôts environ un million de Livres par an.
Pour adoucir ce fardeau de taxes il établit la Fondation Henry Moore, déclarée comme fondation de charité, avec Irina et Mary comme administrateurs. La Fondation est établie afin de promouvoir la vulgarisation de l'Art et pour préserver les sculptures de Moore. Cette fondation gère aujourd'hui une galerie et un musée dans les ateliers de Moore à Hoglands.
Bien qu'ayant refusé le titre de Chevalier[Quoi ?] en 1951, il est récompensé par l'Ordre des compagnons d'honneur (Companions of Honour) en 1955 et l'ordre du Mérite en 1963.

## Expositions permanentes

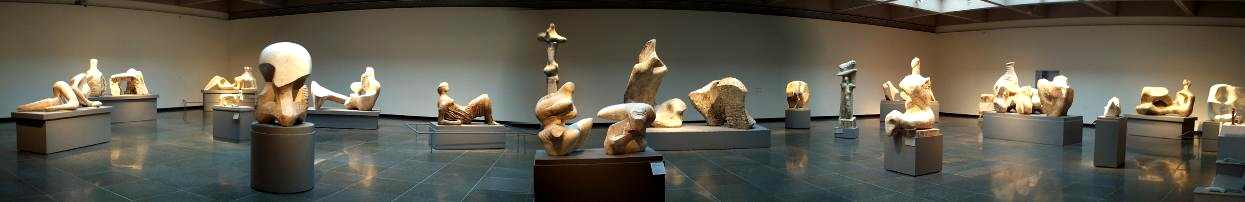
Panorama de la collection Henry Moore de la Galerie d'Art de l'Ontario, la plus grande collection au monde des travaux du sculpteur.

Les sculptures et dessins de Moore sont visibles dans de nombreux musées.

### Royaume-Uni
- Henry Moore Foundation, Much Hadham, Hampshire
- Yorkshire Sculpture Park, près de Leeds
- Henry Moore Institute, Leeds
- Tate Gallery, Londres
- Sainsbury Center for Visual Arts, et autour du campus de l'UEA, Norwich
- Wakefield City Art Gallery

### Amérique du Nord
- Galerie d'art Albright-Knox, Toronto, Canada
- Musée des beaux-arts de Montréal, Québec, Canada
- Musée national des Beaux-Arts du Québec, Québec (arts graphiques)[44]
- Musée d'art Nelson-Atkins, Missouri
- Albright-Knox Art Gallery, Buffalo, New York

### Finlande
- Musée d'art Didrichsen, Helsinki

## Expositions temporaires
- 6 mai-28 août 1977 : Henry Moore / Sculptures et dessins, Orangerie des Tuileries, RMN, Paris.
- 1981 : Palacio de Velázquez, Madrid, sculpture, gravures et dessins.
- Fin 2010, début 2011 : exposition sur son atelier (croquis, esquisses, éléments naturels d'inspiration, maquettes), au musée Rodin de Paris, rue de Varenne.
- 10 juin-4 novembre 2018 : Henry Moore, Fonds Hélène et Édouard Leclerc pour la culture, Landerneau.
- 10 février-2 juin 2024 : Georgia O’Keeffe et Henry Moore – Géants de l’art moderne, Musée des beaux-arts de Montréal[45].

## Œuvres
- 1962 : Figure allongée, en trois morceaux, No 1, Musée des beaux-arts de Montréal.
- 1963-1964 : Lambert Locking Piece, pour la Banque Lambert, œuvre exposée de 1964 à 2013 sur le parvis du bâtiment situé avenue Marnix à Bruxelles, aujourd'hui siège d'ING Belgique. La sculpture est vendue en 2013 par Albert Frère à un collectionneur privé, et a été emportée le 8 juin 2013[46].
- 1968-1970 : Oval With Points, à la Kunsthalle de Bielefeld[47].
- 1968 : Two Piece Sculpture No.10: Interlocking, à la Kunsthalle de Bielefeld[48].
- 1980 : Man Enters the Cosmos, sculpture en bronze, Museum Campus de Chicago.
- 1982 : Large Reclining Figure, bronze, Fondation Gianadda, parc de sculptures de Martigny, Suisse.